# Cachi (departament)
Departament Cachi (hiszp. Departamento Cachi) – departament położony w prowincji Salta. Stolicą departamentu jest Cachi. Departament jest położony w zachodniej części prowincji po wschodniej stronie Andów. Jego część należy do Puna de Atacama. Od północy graniczy z departamentem La Poma. Od zachodu graniczy z departamentem Los Andes, od południa z departamentem Molinos i San Carlos, a od wschodu z departamentami Rosario de Lerma i Chicoana.
Na terenie departamentu znajduje się część Parku Narodowego Los Cardones. W dolinie rzeki Calchaquíes znajdują się uprawy warzyw i orzechów. Rozwinięta jest także hodowla kóz i bydła. Na wschodzie znajdują się pasmo Nevado de Cachi z najwyższym szczytem cerro El Libertador (6380 m), a na zachodzie Cerro Malcante (5140 m).
Przez departament przebiega słynna Droga krajowa 40 (ruta nacional n.º 40 «Libertador General Don José de San Martín»).
W 2010 roku populacja departamentu wynosiła 7487, 3719 mężczyzn i 3596 kobiety.
W skład departamentu wchodzą m.in. miejscowości: Cachi, Payogasta.